# Grant Gilchrist
Grant Stuart Gilchrist (* 9. August 1990 in Stirling) ist ein schottischer Rugby-Union-Spieler. Er spielt auf der Position des Zweite-Reihe-Stürmers für das schottische Franchise Edinburgh Rugby und für die schottische Nationalmannschaft.

## Biografie

### Vereinskarriere
Gilchrist besuchte die Lornshill Academy in Alloa. Er begann beim Alloa RFC mit dem Rugbyspielen und wechselte später zum Stirling County RFC. Während seiner Juniorenzeit war er aufgrund seines Talents ein Elite-Entwicklungsspieler bei Edinburgh Rugby. 2011 erhielt er das renommierte John-Macphail-Stipendium, das mit der neuseeländischen Lincoln University verbunden ist, und verbrachte mehrere Monate mit intensivem Training. Zurück in Edinburgh, gab er sein Debüt als Profispieler im September 2011 in einem Pro12-Spiel gegen die Cardiff Blues. Sowohl im Oktober 2014 als auch im Februar 2016 erlitt er einen Vorderarmbruch, weshalb er jeweils mehrere Monate pausieren musste. Aufgrund seiner großen Erfahrung wurde Gilchrist zum Co-Mannschaftskapitän von Edinburgh Rugby ernannt.

### Nationalmannschaft
Gilchrist vertrat Schottland auf der U18-, U19- und U20-Altersstufe der Junioren. Sein erstes Test Match für die schottische Nationalmannschaft bestritt er am 16. März 2013 bei der Begegnung mit Frankreich im Six Nations 2013. Nachdem er für die Six Nations 2014 nicht berücksichtigt worden war, trat er am 20. Juni 2014 gegen Argentinien erstmals als Mannschaftskapitän in Erscheinung. Bei der Weltmeisterschaft 2015 spielte er gegen Japan und die Vereinigten Staaten, bei der Weltmeisterschaft 2019 in allen vier Vorrundenspielen gegen Irland, Samoa, Russland und Japan.